# Zaczarowana
Zaczarowana (ang. Enchanted, 2007) – amerykański film familijny łączący tradycyjną animację i live action.

## Fabuła
W baśniowej Andalasii trwają przygotowania do ślubu księcia Edwarda i młodej Giselle. Zła Królowa Narissa, macocha Edwarda, przemieniona w staruszkę, wrzuca podstępem pannę młodą do magicznej studni. Królewna dostaje się do Nowego Jorku, a tam poznaje adwokata rozwodowego, Roberta. Edward wyrusza na ratunek narzeczonej.

## Obsada
- Amy Adams – księżniczka Giselle
- Patrick Dempsey – Robert Philip
- James Marsden – książę Edward
- Keith Beraingham - król Marth
- Timothy Spall – Nathaniel
- Susan Sarandon – Królowa Narissa
- Idina Menzel – Nancy Tremaine
- Rachel Covey – Morgan Philip
- Jeff Bennett – Pip w Andalazji (głos)
- Kevin Lima – Pip w realnym świecie (głos)
- Tonya Pinkins – Phoebe Banks
- Isiah Whitlock Jr. – Ethan Banks
- Jodi Benson – Sam
- Paige O’Hara – Angela
- Michaela Conlin − May
- Julie Andrews – Narratorka (głos)
- Muriel Kuhn − Clara
- Jon McLaughlin − piosenkarz w sali balowej

### Wersja polska
- Aneta Todorczuk-Perchuć – księżniczka Giselle (dialogi)
  - Zofia Nowakowska – księżniczka Giselle (śpiew)
- Artur Żmijewski – Robert Philip
- Damian Aleksander – książę Edward
- Włodzimierz Bednarski - król Marth
- Andrzej Grabowski – Nathaniel
- Grażyna Barszczewska – królowa Narissa
- Anna Dereszowska – Nancy Tremaine
- Wiktoria Gąsiewska − Morgan Philip
- Joanna Jeżewska − Phoebe Banks
- Andrzej Blumenfeld − Ethan Banks
- Dorota Landowska − Sam
- Barbara Zielińska − kierowca autobusu
- Danuta Szaflarska –  Clara/Narratorka
- Jarosław Weber − piosenkarz w sali balowej

## Kontynuacja
W styczniu 2010 przedstawiciele studia Disneya poinformowali, że trwają przygotowania do produkcji sequelu filmu. W 2014 zatrudniono scenarzystów J. Davida Stema i Davida N. Weissa oraz reżyser Anne Fletcher. Premiera filmu Rozczarowana odbyła się 16 listopada 2022, a na Disney+ pojawił się dwa dni później.